# 春日町 (豊橋市)
春日町（かすがちょう）は、愛知県豊橋市の地名。

## 地理
豊橋市中央部に位置する。東は豊岡町・西岩田1丁目、西は仲ノ町、南は三ノ輪町2丁目、北は宮下町に接する。

### 通学区域
|      | 小学校           | 中学校             | 高等学校 |
| ---- | ---------------- | ------------------ | -------- |
| 全域 | 豊橋市立豊小学校 | 豊橋市立豊岡中学校 | 三河学区 |

## 歴史

### 人口の変遷
国勢調査による人口および世帯数の推移。
| 1995年（平成7年）  | 447世帯 1235人 |  |
| 2000年（平成12年） | 446世帯 1236人 |  |
| 2005年（平成17年） | 476世帯 1232人 |  |
| 2010年（平成22年） | 508世帯 1280人 |  |
| 2015年（平成27年） | 510世帯 1229人 |  |

### 沿革
- 1964年（昭和39年） - 豊橋市瓦町・岩田町・伝馬町・仲ノ町の各一部により、同市春日町が成立[2]。

## 施設
- 豊橋コンクリート工業[1]
- 東豊製菓[1]
- 白井繊維[1]
- 春日保育園[1]
- 春日公園[1]
- 北春日公園[1]
- 波切不動教会

金峰山修験本宗。1952年（昭和27年）11月10日創立。
- 東豊製菓

### WEB
1. ↑  “愛知県豊橋市の町丁・字一覧”.   人口統計ラボ. 2023年4月13日閲覧。
2. ↑  総務省統計局 (2017年1月27日). “平成27年国勢調査の調査結果(e-Stat) - 男女別人口及び世帯数 －町丁・字等” (CSV). 2021年7月21日閲覧。
3. ↑  “愛知県豊橋市の郵便番号一覧”.   日本郵便. 2023年4月13日閲覧。
4. ↑  “市外局番の一覧” (PDF).   総務省 (2022年3月1日). 2022年3月22日閲覧。
5. 1 2  豊橋市教育部学校教育課 (2024年4月1日). “校区早見表” (PDF).   豊橋市. 2025年6月26日閲覧。
6. ↑  総務省統計局 (2014年3月28日). “平成7年国勢調査の調査結果(e-Stat) - 男女別人口及び世帯数 －町丁・字等” (CSV). 2021年7月20日閲覧。
7. ↑  総務省統計局 (2014年5月30日). “平成12年国勢調査の調査結果(e-Stat) - 男女別人口及び世帯数 －町丁・字等” (CSV). 2021年7月20日閲覧。
8. ↑  総務省統計局 (2014年6月27日). “平成17年国勢調査の調査結果(e-Stat) - 男女別人口及び世帯数 －町丁・字等” (CSV). 2021年7月21日閲覧。
9. ↑  総務省統計局 (2012年1月20日). “平成22年国勢調査の調査結果(e-Stat) - 男女別人口及び世帯数 －町丁・字等” (CSV). 2021年7月21日閲覧。
10. ↑  総務省統計局 (2017年1月27日). “平成27年国勢調査の調査結果(e-Stat) - 男女別人口及び世帯数 －町丁・字等” (CSV). 2021年7月21日閲覧。

### 書籍
1. 1 2 3 4 5 6 7 8  「角川日本地名大辞典」編纂委員会 1989, p. 1786.
2. ↑  「角川日本地名大辞典」編纂委員会 1989, p. 378.
3. 1 2  愛知県史誌出版協会 1986, p. 122.